# Cycloramphus izecksohni
Espèce
Statut de conservation UICN

 DD  : Données insuffisantes
Cycloramphus izecksohni est une espèce d'amphibiens de la famille des Cycloramphidae.

## Répartition
Cette espèce est endémique du Sud du Brésil. Elle se rencontre dans les États de São Paulo, du Paraná et de Santa Catarina jusqu'à 1 000 m d'altitude dans la Serra do Mar.

## Description
Les mâles mesurent de 29 à 38 mm et les femelles de 31 à 44 mm.

## Étymologie
Cette espèce est nommée en l'honneur de Eugenio Izecksohn.

## Publication originale
- Heyer, 1983 : Notes on the frog genus Cycloramphus (Amphibia: Leptodactylidae), with descriptions of two new species. Proceedings of the Biological Society of Washington, vol. 96, no 3, p. 548-559 (texte intégral).